# Rudolf Joho
Rudolf Joho (* 12. April 1898 in Grosshöchstetten; † 30. März 1966 in Bern) war ein Schweizer Regisseur, Autor, Schauspieler und Theaterpädagoge.

## Leben

### Familie
Rudolf Joho war der Sohn des Spenglers Theodor Joho.
1922 heiratete er Hanna (* 1887; † 26. August 1964), eine Tochter von Moritz Buttkus, die unter ihrem Mädchennamen noch als Schauspielerin auf der Bühne auftrat und mit ihrem Ehemann auf der Bühne vortrug.

### Werdegang
Rudolf Joho absolvierte eine Spenglerlehre und leitete anschliessend zwei Jahre das väterliche Geschäft.
Er holte 1919 sein Abitur in Deutschland nach und betrieb drei Semester Chemie-Studien am Polytechnikum Köthen und studierte Philosophie, Literaturgeschichte und Theaterwissenschaften an der Universität Leipzig und der Universität Berlin; während seines Deutschland-Aufenthaltes hatte er die Redaktion der Deutschen Schriftsteller-Zeitung.
In Berlin-Friedrichshagen gründete er nach dem Studium ein Theater.
Seit Mitte der 1920er Jahre wirkte er als Schauspieler an den Vereinigten Theatern Coesfeld-Dülmen, 1926/1927 trat er, gemeinsam mit seiner Ehefrau, an der Pommerschen Landesbühne (mit Sitz in Berlin) Henrik Ibsens Rosmersholm, unter der Leitung von Ernst Busch, auf. 1928/1929 war er am Staatlichen Theater in Kassel, 1930/1931 Spielleiter und Schauspieler am Landestheater für Ost- und Westpreußen in Königsberg, 1931/1932 am Stadttheater in Halberstadt, 1932/1933 am Stadttheater in Konstanz, von 1933 bis 1938 an der Städtischen Bühne in Hildesheim, von 1938 bis 1942 zunächst Schauspieler, dann auch Dramaturg und Spielleiter am Grenzlandtheater (heute Schleswig-Holsteinisches Landestheater) in Flensburg, 1942/1943 war er Schauspieler am Dessauer Theater und 1943 am Lessingtheater in Wolfenbüttel. Im August 1944 erhielt er die Gesamtleitung der Kammerspiele des Staatstheater Braunschweig, kehrte aber im September 1944 in die Schweiz zurück, weil zum 1. September 1944 alle deutschen Theater geschlossen wurden.
1926 trat er im Urlaub mit Vorträgen im Schweizer Radio auf, so unter anderem 1926 mit dem Stück Der Tor und der Tod von Hugo von Hofmannsthal und 1928 leitete er die Aufführung des Dialekt-Theaterstücks Dr Burechünig von Walter Ständer (1884–1954) mit dem Dramatischen Verein Grosshöchstetten. Er las 1930 das Hörspiel Der Untergang des Hauses Usher von Edgar Allen Poe im Radio. Im gleichen Jahr trat er auch auf den Reinhardt-Bühnen in Berlin auf. 1933 leitete Rudolf Joho die Aufführung des Stücks Der Mann mit der Mütze von Carl Albrecht Bernoulli in Zürich, an dem er als Schauspieler auch selbst teilnahm.
Nach seiner Rückkehr in die Schweiz zurück wurde er im Berner Staatsarchiv mit Registraturarbeiten beschäftigt und war bei Radio Bern tätig. Im Oktober 1944 beteiligte er sich bereits im Rahmen einer Volkstheaterwoche an einer Theater-Weiterbildung. Nachdem sich 1946 die Schweizerische Theaterschule gegründet hatte, wurde er dort Leiter der Abteilung Volkstheater und gab verschiedene Kurse; dazu profilierte er sich als Verfasser von Theaterverzeichnissen und als Bühnenautor.
Neben seinen Publikationen gab er verschiedene Theater-Kurse und führte Schulbesuche durch, die eine grosse Breitenwirkung hatten und trat als Rezitator auf.

### Künstlerisches, schriftstellerisches und gesellschaftliches Wirken
Rudolf Joho war zwischen 1930 und 1950 eine Schlüsselfigur im schweizerischen Theater- und damit Kulturleben.
Er verfasste verschiedene Theaterstücke in Mundart, unter anderem 1937 Jürg Jenatsch und 1960 Dräckigs Wasser i der Geissmatt, Hörspiele und dramaturgische Lehrbücher.
1939 wurde sein Stück Jürg Jenatsch auf den Hohentwiel-Festspielen, die von Arthur Schmiedhammer (1903–1961) wieder ins Leben gerufen worden waren, auf der Festung Hohentwiel aufgeführt.
Nach seiner Rückkehr aus Deutschland im Herbst 1944 wurden die von ihm verfassten Stücke Sägesse sing und Der Strom mehrfach in Murgenthal aufgeführt. Im Dezember 1944 hatte er die Gastregie des Stücks Der Traum ein Leben von Franz Grillparzer, das in Biel aufgeführt wurde.
Mit Teilnehmern der Arbeitswoche für das Bernische Volkstheater baute er 1946/1947 das Ensemble Berner Volkstheater auf, das in Konolfingen, Thun und Luzern auftrat.
Im März 1945 übernahm er die Regie des Stücks Der Patriot von Alfred Neumann, das am Stadttheater in Biel aufgeführt wurde.
Kurz nach Kriegsende unternahm er Reisen nach Deutschland, um die dortige Entwicklung des Theaters zu beobachten.
1946 hatte er in Konolfingen mit Mitglieder des Städtebundtheaters Biel-Solothurn die Regie des Stücks Ds Verdingchind von Arnold Regli, in dem er selber den Gemeindepräsidenten spielte sowie, im gleichen Jahr, E gmachte Maa in Thun, Beresina in Konolfingen und Sägesste sing in Schüpfen.
Er hatte 1947 die Regie für das Stück Jedermann von Hugo von Hofmannsthal, das in Aarberg aufgeführt wurde sowie für die Uraufführung des Stücks Jahrmärit von Joseph Billiger in Konolfingen. 1948 übernahm er die Regie des Stücks Land ohne Himmel, das von dem bernischen Lehrerverein in Thun aufgeführt wurde und hatte 1949 die Leitung des Bühnenstücks Pangsion Alpenrueh von Adolf Schaer-Ris (1889–1962). Er führte 1950 die Regie des Stücks Ruetehof von Karl Grunder in Sempach. 1950 und 1951 hatte er die Regie von Der Häilig vun der Biehlen von Fritz Ringgenberg in Meiringen und Bern und unter seiner Regie wurde im selben Jahr Läbegi Muure von Walter Staender in Grosshöchstetten uraufgeführt sowie Anne Bäbi Jowäger von Gertrud Heuberger, das in Aarberg aufgeführt wurde. In Ins hatte er 1952 die Regie des Spiels Die letschti stund vom Jederma von Fred Stauffer, in Horgen des Festspiels De Fridemacher von Heinrich Rudolf Grob (1893–1967) und er übernahm die Regie des Stücks Helden von George Bernard Shaw. 1953 führte er die Regie von Eidgenoß Krättli von Joseph Villiger. Er hatte 1954 die Regie des Stücks Im Gatertal von Adolf Imhof (1906–1976), das in Brigg sowie von Festspiel, mit 300 Mitwirkenden, von Hans Kägi, das in Elgg aufgeführt wurde. Er hatte 1955 die Regieführung des Mundartspiels D'Burgle von Marcel Dornier (1893–1988) in Zürich und brachte im selben Jahr mit der Berner Studentenbühne das Schauspiel Niklaus Manuel von Hans Arnold Schwengeler (1906–1981) sowie mit den Freilichtspielen Oberhasli das Stück Strythahn von Fritz Ringgenberg (1891–1977) auf die Bühne. 1956 führte er die Regie des Stücks Ds Vreneli ab em Guggisbärg von Hans Rudolf Balmer, das im Schloss Jegenstorf als Freilichtspiel aufgeführt wurde, von Marignano von Julian Dillier, das in Sarnen aufgeführt wurde, von d’Präßkomferänz Heinrich Rudolf Grob in Horgen und Näbel uber em See von Jakob Stebler in Sachseln sowie von Bärewirts Töchterli von Karl Grunder in Konolfingen. 1958 inszenierte er mit der Spielgruppe Sumbärg das Werk Ueli der Chnächt von Jeremias Gotthelf; im selben Jahr war er Regisseur von Um Treu u Glaube von Hans Rudolf Balmer, das in Bern aufgeführt wurde und der Steuerkomödie Krach ums Bäbi von August Hinrichs in Stans. 1959 führte er die Regie zum einen in Der Flüchtling, ein Schauspiel von Fritz Hochwälder, das in Bern aufgeführt wurde sowie im Bühnenstück Maria Elisabeth von Fritz Ringgenberg, das in Spiez uraufgeführt wurde sowie in Di schnee wyßi Uschuld von Fritz Ringgenberg in Bern. In Aarberg hatte er die Regiefrührung von Fritz Mosers Stück Ds Amtsgricht vo Waschliwil. 1963 schrieb er aus Hans Müllers Roman Berner im Kampf ein Freilichtspiel in vier Akten.
Seit 1946 erschienen regelmässig Artikel von Rudolf Joho in der Schweizerischen Theaterzeitung, in denen er Beiträge zu Sprache und Geste veröffentlichte; zwischen 1947 und 1950 wurde der praktische Ratgeber für Spieler und Regisseur publiziert.
1947 gehörte er der Kommission der Gesellschaft für das schweizerische Volkstheater an, das Bühnenstücke für die Aufführung empfahl.
Rudolf Joho übersetzte 1949 mit dem Stück Eifach alli gärnha eine Geschichte von Noëlle Roger aus dem Französischen in das Berndeutsche.
Er übernahm 1950 die Leitung des Ensembles der Bubenberg-Bühne in Bern.
1951 gehörte er der Schweizer Delegation an, die am 4. Kongress des Institut international du théâtre in Oslo teilnahm.
Er übernahm 1952 die Leitung der Laiengruppe Freunde des Volkstheaters in Wädenswil, die klassische und historische Stücke aufführte. Im gleichen Jahr fanden unter seiner Leitung die Passionsspiele Selzach wieder statt.
Durch seine Sendungen im Radio war er auch als Hagelhans bekannt geworden.

## Mitgliedschaften
Rudolf Joho wurde am 5. Dezember 1924 Mitglied im Schweizerischen Schriftstellerverein, in deren Vorstand er 1949 gewählt wurde und bis 1951 tätig war.
Am 20. Dezember 1924 wurde er in die Gesellschaft Schweizerischer Dramatiker aufgenommen, zu deren Vizepräsident er im November 1946 gewählt wurde; 1960 erfolgte seine erneute Wahl, für den zurückgetretenen Jakob Bührer, in den Vorstand.
Er war während seines Aufenthaltes in Deutschland zwischen 1934 und 1944 Mitglied der Nationalsozialistischen Volkswohlfahrt und seit 1936 der Reichstheaterkammer (Fachschaft Bühne) sowie phasenweise der Reichsschrifttumskammer.
Kurz nach seiner Rückkehr in die Schweiz trat er dem Berner Schriftstellerverband bei.
1947 war er Mitbegründer der Gesellschaft für das Schweizerische Volkstheater und gehörte 1949 deren Jury an, die Zuwendungen der Schweizerischen Vereinigung für Heimatschutz für die besten Einakter vergab. 1950 übernahm er deren Leitung als Nachfolger von Oskar Eberle. Er war 1951, gemeinsam mit Hans Bänninger (1896–1962), Fritz Gribi, Iso Keller, Hans Haeser (1903–1983) und August Schmid (1877–1955) in der Jury, die Prämien für Volkstheaterbühnen vergab. Nach seinem Tod ging seine Theaterbibliothek in den Besitz der Gesellschaft für das Schweizerische Volkstheater über.

## Ehrungen und Auszeichnungen
1948 erhielt Rudolf Joho den Hörspielpreis von Radio Bern, 1959 den Literaturpreis der Stadt Bern als Anerkennung für seine schriftstellerische Tätigkeit und seiner Verdienste um das Volkstheater und 1964 von der Gesellschaft Schweizer Dramatiker einen Preis in Höhe von 1.000 Franken für sein Stück Die Treppe der Gerechtigkeit.

## Schriften (Auswahl)
- Jürg Jenatsch - Historisches Schauspiel in 5 Akten. 1926.
- Die letzten Meilensteine. 1934.[81]
- Mögliche Wege zum „Schweizer-Theater“. In: Der Bund vom 2. Oktober 1945 mit Ergänzungen von Fritz Ritter: Mögliche Wege zum Schweizer Theater in Der Bund vom 11. November 1945.
- Sägesse sing! Es Spiel vo der Ärn. Bern: Francke, 1945.
- Der Strom: es Festspiel zum 16. eidg. Pontonierwettfahre, vom 3. bis 5. Augste 1946, z'Murgenthal. Elgg: Volksverlag Elgg, 1946.[82]
- Die guldigi Waag. 1947.
- Die schwarzi Spinnele - Spiel i bärndütsche Värse nach Motiven us Gotthälfs Gschicht. Elgg: Volksverlag, 1949.[83]
- Die letzte Konsequenz - Betrachtung zum Tode des Dramatikers Cäsar von Arx. In: Der Bund vom 20. Juli 1949.
- Der Fall Liechti Schouspiel us em Jahr 1942: 3 Akte mit Vor- und Nachspiel. Elgg: Volksverlag, 1949.[84][85]
- Die Technik des Dramas. Elgg: Volksverlag, 1950.
- Der Gesslerhuet: Es Schuelspiel i drei Szene. Bern: Schweizerische Beratungsstelle für Unfallverhütung, 1951.
- Kleiner Lehrgang der Schauspielkunst. Elgg: Volksverlag 1952.[86]
- Verzeichnis der schweizerischen Bühnenwerke für das Volkstheater von 1900 bis 1952. Elgg: Volksverlag, 1953.
- Schweizerische Bühnenwerke in deutscher Sprache. Elgg: Volksverlag, 1955.
- Technischer Ratgeber für die Volks- und Laienbühne. Elgg: Volksverlag, 1957.
- Dräckigs Wasser i der Geissmatt: Schouspiel i drei Akte. Elgg: Volksverlag, 1957.[87]
- Das doppelte Leben - Drama in vier Akten. Elgg: Volksverlag, 1960.
- Eifach Gärna... - Volksstück i vier Akte. Elgg: Volksverlag, 1960.
- Dramatischer Wegweiser. Elgg: Volksverlag, 1960.[88]
- O, di neumödische Maschine! Elgg: Volksverlag, 1962.